# Philip Tiedemann
Philip Tiedemann (* 12. August 1969 in Gießen) ist ein deutscher Regisseur.

## Laufbahn
Philip Tiedemann, einer von zwei Söhnen von Inge Tiedemann, geborene Hoffmann, und des Professors für Strafrecht Klaus Tiedemann, arbeitete von 1990 bis 1992 an den Städtischen Bühnen Freiburg im Breisgau, 1992 wechselte er zum Theater Basel, 1994 zum Theater Bremen. Zwischen 1995 und 1999 inszenierte er am Burgtheater. Seit 1999 arbeitet er am Berliner Ensemble, wo er unter der Intendanz von Claus Peymann drei Jahre lang Oberspielleiter war. Mit Claus Peymann verbindet ihn eine enge Zusammenarbeit. Als Regieassistent war er an den obengenannten Theatern bei Regisseuren wie Ulrich Brecht, Jürgen Kruse, Robert Hunger-Bühler, Günther Gerstner, Christian Pade, B. K. Tragelehn, Thomas Schulte-Michels, Markus Dietz, Johannes Klaus, Ernst Theo Richter, Ursel und Karl-Ernst Herrmann, Frank-Patrick Steckel, Tamás Ascher und Claus Peymann tätig.
Seit 2002 arbeitet Tiedemann als freier Regisseur an zahlreichen Theatern im In- und Ausland, u. a. dem Hamburger Schauspielhaus, dem Burgtheater Wien,  dem Düsseldorfer Schauspielhaus und dem Das Norwegische Theater in Oslo.
Bekannt wurde er durch die Inszenierung der Dramolette von Thomas Bernhard, die unter dem Titel Claus Peymann kauft sich eine Hose und geht mit mir essen im Wiener Akademietheater in der Spielzeit 1998–1999 und am Berliner Ensemble 2001 aufgeführt wurden.
Tiedemann inszenierte mehrere Stücke, die sich mit Antisemitismus und Rechtsextremismus auseinandersetzen: Rolf Hochhuths Der Stellvertreter (2001 am Berliner Ensemble mit Hans Michael Rehberg und 2018 am Schlosspark Theater mit Georg Preusse als Papst), von Thomas Bernhard Heldenplatz (2010 in Wien) und Jeff Baron Besuch bei Mr. Green (2011 in Berlin), beide mit Michael Degen, sowie mehreren Stücken George Taboris (2004 Goldberg-Variationen in Stuttgart, 2013 Mein Kampf in Oslo und 2021 auf Usedom, 2014 Die Kannibalen in Berlin) und 2020 die deutschsprachige Erstaufführung von Christopher Hamptons „Ein deutsches Leben“ in Berlin und Hamburg (2022/23).
Seit 2021 ist Philip Tiedemann auch Künstlerischer Leiter von „Klassik-am-Meer“.
Tiedemann spezialisierte sich zudem  auf Bertolt Brecht (10 Inszenierungen) und Peter Handke (9 Inszenierungen).

## Inszenierungen
- 1996: Fümms Bö Wö Tää Zää Uu & Ribble Bobble Pimlico von Kurt Schwitters, im Vestibül/Burgtheater Wien. (Übernahme 2000 an das Berliner Ensemble)
- 1997: Publikumsbeschimpfung von Peter Handke, Akademietheater Wien (Übernahme in das Burgtheater Wien)
- 1998: Bibapoh von Franzobel nach Mozart, Uraufführung im Kasino am Schwarzenbergplatz Wien.
- 1998: Claus Peymann kauft sich eine Hose und geht mit mir essen von Thomas Bernhard, Akademietheater Wien (Einladung zum Berliner Theatertreffen 1999, Übernahme 2000 an das Berliner Ensemble)
- 1999: Kaspar von Peter Handke, Kasino am Schwarzenbergplatz Wien.
- 1999: Der Ignorant und der Wahnsinnige von Thomas Bernhard, Berliner Ensemble (Koproduktion mit Klagenfurt).
- 2000: Die Verfolgung und Ermordung Jean Paul Marats dargestellt durch die Schauspielgruppe des Hospizes zu Charenton unter Anleitung des Herrn de Sade von Peter Weiss, Berliner Ensemble.
- 2000: Jandls Humanisten von Ernst Jandl, Berliner Ensemble.
- 2000: Die Kleinbürgerhochzeit von Bertolt Brecht, Berliner Ensemble.
- 2001: Bildbeschreibung von Heiner Müller, Berliner Ensemble.
- 2001: Der Stellvertreter von Rolf Hochhuth, Berliner Ensemble.
- 2001: Ich liebe dieses Land von Peter Turrini, Uraufführung am Berliner Ensemble.
- 2002: Spiel von Samuel Beckett, Schauspielhaus Leipzig.
- 2002: Quodlibet/Die kahle Sängerin von Peter Handke/Eugène Ionesco, Berliner Ensemble.
- 2002: Die Bergbahn von Ödön von Horváth, Düsseldorfer Schauspielhaus.
- 2003: Die Zeit der Plancks von Sergi Belbel, österreichische Erstaufführung am Burgtheater Wien.
- 2003: innerhalb des gefrierpunkts von Anselm Glück, Uraufführung im Rahmen des Projektes „Sprachmusik“ der Kulturhauptstadt 2003, Koproduktion Graz Kulturhauptstadt 2003, Schauspielhaus Graz und Düsseldorfer Schauspielhaus.
- 2003: Der zerbrochene Krug von Heinrich von Kleist, Düsseldorfer Schauspielhaus.
- 2004: Tango von Slawomir Mrozek, Schauspiel Leipzig.
- 2004: Die Goldberg-Variationen von George Tabori, Staatstheater Stuttgart.
- 2004: Die Macht der Gewohnheit von Thomas Bernhard, Burgtheater Wien.
- 2005: Endspiel von Samuel Beckett, Staatstheater Stuttgart.
- 2005: Nathan der Weise von Gotthold Ephraim Lessing, Düsseldorfer Schauspielhaus.
- 2005: damals vor graz von Gert Jonke, Uraufführung Schauspielhaus Graz.
- 2005: 100 Fragen an Heiner Müller von Thomas Oberender und Moritz von Uslar, Uraufführung am Berliner Ensemble.
- 2006: Brief an die Schauspieler von Valère Novarina, Uraufführung am Düsseldorfer Schauspielhaus.
- 2006: Oberon von Carl Maria von Weber Uraufführung der neuen Dialogfassung von Gert Jonke, Staatstheater Mainz.
- 2006: Das Telefonbuch von Hamburg Opera vocis longiquae, Uraufführung am  Deutschen Schauspielhaus Hamburg.
- 2007: Das Fest nach Thomas Vinterberg, Theater in der Josefstadt Wien.
- 2007: Der Vetter aus Dingsda Operette von Eduard Künneke, Staatstheater Mainz.
- 2007: Trommeln in der Nacht von Bertolt Brecht, Berliner Ensemble.
- 2007: 4 1/2 Männer und ich von Arna Aley, Uraufführung am Berliner Ensemble.
- 2008: Der jüngste Tag von Ödön von Horváth, Theater in der Josefstadt Wien.
- 2008: Peer Gynt von Henrik Ibsen, Staatstheater Mainz.
- 2008: Ödipus von Sophokles, Staatstheater Mainz.
- 2008: Der gute Mensch von Sezuan von Bertolt Brecht, Düsseldorfer Schauspielhaus.
- 2009: Aus dem Leben der Marionetten von Ingmar Bergman, österreichische Erstaufführung am Theater in der Josefstadt Wien.
- 2009: Die Hermannsschlacht von Christian Dietrich Grabbe, Städtische Bühnen Osnabrück.
- 2009: Der Parasit oder Die Kunst sein Glück zu machen von Friedrich von Schiller, Berliner Ensemble.
- 2010: Karussell Kästner nach Erich Kästner, Berliner Ensemble.
- 2010: Die Perser von Aischylos, Staatstheater Mainz.
- 2010: Heldenplatz von Thomas Bernhard, Theater in der Josefstadt Wien.
- 2010: Immanuel Kant von Thomas Bernhard, Berliner Ensemble.
- 2011: Antigone von Jean Anouilh / Sophokles, Staatstheater Mainz.
- 2011: Die Hinterhältigkeit der Windmaschinen von Gert Jonke, Uraufführung an den Städtischen Bühnen Osnabrück.
- 2011: Besuch bei Mr. Green von Jeff Baron, Schlosspark Theater Berlin.
- 2011: Die Dreigroschenoper von Bertolt Brecht und Kurt Weill, Theater Chemnitz.
- 2011: Mercedes von Thomas Brasch, Berliner Ensemble.
- 2012: Det gode mennesket fra Sezuan von Bertolt Brecht, Det Norske Teatret, Oslo.
- 2012: Mir fällt zu Hitler nichts ein von Bertolt Brecht und Karl Kraus, Berliner Ensemble.
- 2012: Happy End von Bertolt Brecht und Kurt Weill, Opernzelt der Städtischen Bühnen Heidelberg.
- 2013: Leonce und Lena von Georg Büchner, Städtische Bühnen Heidelberg.
- 2013: Die schönen Tage von Aranjuez von Peter Handke, deutsche Erstaufführung am Berliner Ensemble.
- 2013: Floh im Ohr von Georges Feydeau, Berliner Ensemble.
- 2013: Mein Kampf von George Tabori, Det Norske Teatret, Oslo
- 2013: Die Dreigroschenoper von Bertolt Brecht und Kurt Weill, Schauspielhaus Leipzig
- 2014: Die Kannibalen von George Tabori, Berliner Ensemble
- 2014: Mir fällt zu Hitler nichts ein von Bertolt Brecht und Karl Kraus, Theater in der Josefstadt, Wien
- 2014: Wir sind noch einmal davongekommen von Thornton Wilder, Städtische Bühnen Heidelberg
- 2015:  Geliebter Lügner von Jerome Kilty, Schlosspark Theater Berlin
- 2015: Deutschstunde von Siegfried Lenz/Christoph Hein, Uraufführung am Berliner Ensemble
- 2016: Nathan der Weise von Gotthold Ephraim Lessing, Theater und Orchester Heidelberg
- 2017: Herzstück von Heiner Müller, Berliner Ensemble
- 2017: Die Kameliendame von Alexandre Dumas d. J., Uraufführung der Bearbeitung von Ulrich Hub am Schlosspark Theater Berlin
- 2018: Die Kleinbürgerhochzeit von Bertolt Brecht, Schlosspark Theater Berlin
- 2018: Gretchen 89ff von Lutz Hübner, Schaubühne / Mein Schiff 1 Nordsee (TUI cruises)
- 2018: Die Dreigroschenoper von Bertolt Brecht und Kurt Weill, Staatstheater Darmstadt
- 2018: Der Stellvertreter von Rolf Hochhuth, Schlosspark Theater Berlin
- 2018: M. Claude und seine Töchter nach Philippe de Chauveron, Schlosspark Theater Berlin
- 2019: Zwei wie Bonnie & Clyde von Tom Müller und Sabine Misiorny, Schaubühne / Mein Schiff 2 Atlantik (TUI cruises)
- 2019: Juno und der Pfau von Sean O’Casey, Klassik-am-Meer Koserow / Usedom
- 2019: Bürgerwehr von Alan Ayckbourn, Anhaltisches Theater Dessau
- 2020: Ein deutsches Leben deutschsprachige Erstaufführung von Christopher Hampton, Schlosspark Theater Berlin und Hamburger Kammerspiele (2023)
- 2021: Winterrose von Christa, Agilo und Michael Dangl, Schlosspark Theater Berlin
- 2021: Mein Kampf von George Tabori, Klassik-am-Meer Kölpinsee / Usedom
- 2022: Der König stirbt von Eugène Ionesco, Apollo-Theater Siegen, Schlosspark Theater Berlin und Mitteldeutsches Theater Dessau (2023)
- 2022: M. Claude und seine Töchter – Teil 2 nach Philippe de Chauveron, Schlosspark Theater Berlin
- 2022: Pension Kästner nach Erich Kästner, Klassik-am-Meer Kölpinsee / Usedom
- 2022: Semiramide von Gioacchino Rossini, Deutsche Oper Berlin
- 2022: Das Abschiedsdinner von Matthieu Delaporte und Alexandre de la Patellière, Schlosspark Theater Berlin
- 2023: Die Kleinbürgerhochzeit von Bertolt Brecht, Neuinszenierung am Theater in der Josefstadt Wien
- 2023: Biedermann und die Brandstifter von Max Frisch, Schlosspark Theater Berlin und Mitteldeutsches Theater Dessau (2024)
- 2023: Love Letters von A. R. Gurney, Schlosspark Theater Berlin, Mitteldeutsches Theater Dessau und Kammertheater Karlsruhe (2024)
- 2024: Achtsam Morden von Karsten Dusse, Berliner Erstaufführung am Schlosspark Theater Berlin
- 2024: Peer Gynt von Henrik Ibsen, Klassik-am-Meer Koserow / Usedom
- 2024: Der Drache von Jewgeni Schwarz, Schlosspark Theater Berlin
- 2025: Der Revisor von Nikolaj Gogol, Schlosspark Theater Berlin
- 2025: Datterich von Ernst Elias Niebergall, Staatstheater Darmstadt

## Auszeichnungen
- 1999: Einladung von Claus Peymann kauft sich eine Hose und geht mit mir essen zum Berliner Theatertreffen
- 1998: für Peter Handkes Publikumsbeschimpfung Förderpreis der Kainz-Medaille.
- 2001: tz-Rose und Stern der Woche für Der Ignorant und der Wahnsinnige Gastspiel am Residenztheater München
- 2010: Preis der TheaterGemeinde Berlin: Beste Inszenierung der Saison in Berlin für Der Parasit oder Die Kunst sein Glück zu machen.
- 2021: Nominierung zum Monica-Bleibtreu-Preis (zeitgenössisches) Drama von Ein deutsches Leben
- 2023: Nominierung zum Monica-Bleibtreu Preis (moderner) Klassiker von Biedermann und die Brandstifter